# 高橋大輔
高橋大輔（日语：／ Takahashi Daisuke，1986年3月16日—），出生於日本岡山縣倉敷市，日本花式滑冰選手。2006年杜林冬季奧運及2010年溫哥華冬季奧運日本男子代表選手之一。
2007年贏得世界花样滑冰锦标赛銀牌，2008年韓國高陽市所舉行的四大洲花样滑冰锦标赛中以總分264.41分，創下歷年花式滑冰男子選手最高得分，2010年在溫哥華冬季奧運會的男子單人花式溜冰項目中贏得銅牌，並在同年的世界花样滑冰锦标赛中贏得金牌。
2019年9月起與村元哉中結成冰舞搭檔。

## 生平
日本岡山縣倉敷市出生，四兄弟中最小的一位。倉敷翠松高校畢業，關西大學文學研究科綜合人文學科運動文化專修畢業。2008年4月進入關西大學大學院（研究所）文學研究科綜合人文學專修博士前期科程。日本奧林匹克委員會(JOC)運動選手形象代言人之一。日本奧委會“選手強化運動”所屬受資助運動員。日本第一位花樣滑冰男單項目奧運會獎牌得主、日本第一位在花樣滑冰項目上獲得世界錦標賽、世界青少年錦標賽以及花樣滑冰大獎賽總決賽金牌的男子選手。自2010年起連續四年進入Oricon排行榜“我最喜愛的運動員排行（男性部門）”前十名。
1994年開始練習滑冰，在2002年首次參加世青賽便斬獲了男單冠軍。表現力與步法水平居於世界頂尖行列。其滑行技術自青少年組時期起便得到了廣泛評價。荒川靜香曾評價其“以高度的感性鶴立雞群，任何節目都能以自己的世界觀得以表現”。
擅長的跳躍種類包括阿克塞爾三週跳、菲利普三週跳、勾手三週跳。 2007年秋開始練習菲利普四周跳，自2010年世錦賽自由滑以來曾數度在比賽場合中挑戰該種跳躍，但尚未在比賽中成功跳出。
與日本足球國家隊中場球員青山敏弘從幼兒園到小學、初中都是同級生，是自小相識的好朋友。
在冰場上會主動擁抱花童（如2013年日本花樣滑冰全國錦標賽后的奧運選手決定儀式上等），其對小孩子的喜愛廣為人知。

## 職業生涯

### 起步期-出戰都靈冬奧會
大輔小時候身體相當弱，父母親也很擔心，曾讓他參加過少林拳、棒球、冰球等多種體育運動，但因為討厭疼痛與驚嚇，這些項目都沒能長期堅持。雖然也曾喜歡過體操，但由於岡山市內的體操班通勤不便，就放棄了練體操的想法。接觸滑冰的契機是在8歲時，住家附近正好開設了新的滑冰場，就帶他去玩。一開始原本是希望他學冰上曲棍，但大輔一看到護具反而更害怕，認識的熟人正好在學滑冰，所以就帶他一起學，大輔便開始接觸滑冰。
在全國有望新人挖掘合宿（野邊山合宿）中顯露天分，從1999年（時值倉敷市立連島初中二年級）開始，前往長久保裕和佐野稔兩位教練所在的宮城縣仙台市仙台冰場接受指導，但由於佐野離開仙台，促成了與受命編舞的長光歌子在仙台的第一次見面。同年，在首次參加的Triglav Trophy國際花滑大賽贏得少年組冠軍。 2001在日本全國中學滑冰大賽冠軍達成二連霸記錄，並贏得全日本青年滑冰選手權大賽冠軍。 2002年在世界青少年花樣滑冰錦標賽上成為第一位獲得金牌的日本男子選手。
2002-2003賽季開始正式出戰成年組比賽，但在國際比賽中成績進步不甚理想。在這一年裡，跟隨長光歌子拜訪了美國、加拿大、俄羅斯有名的教練尋求指導，但成果並不顯著。
2004-2005賽季中，伴隨著上大學產生的環境變化和壓力，以及賽季前半在亞洲錦標賽上右腳踝得了神經炎，精神變得低落，甚至曾產生放棄滑冰的念頭。但是，在日本花樣滑冰錦標賽上落到第六名，又讓他打消了這個念頭，在翌年初舉辦的世界大學生冬季運動會上取得了金牌，四大洲花樣滑冰錦標賽上也獲得了第三名。在世界花樣滑冰錦標賽上，一起參賽的本田武史由於預賽表演中受傷而中途棄權，來年都靈冬奧會的日本男單出場名額將取決於髙橋一人的排名，在這樣巨大的壓力下他完成了表演。短節目後排名第七，但自由滑中隨著第一個四周跳的跌倒，後面失誤連連，最終綜合成績排名第15位。這使得都靈冬奧會上日本男單的出場名額只有一個（如果綜合排名能達到前十名的話將獲得兩個名額）。賽季結束後，隨著教練及編舞師變更為尼古拉·莫羅佐夫，同時開始配備體訓師，在體能和步法強化方面加大力度。
2005-2006賽季，在國際滑冰聯盟花樣滑冰大獎賽美國站的比賽中首次獲得國際滑聯花樣滑冰大獎賽系列賽的金牌，成為繼本田武史以來第二位獲得大獎賽系列賽金牌的男子單人滑選手。在接下來的國際滑冰聯盟花樣滑冰大獎賽日本站的比賽上的成績是第三名，但在短節目中作為單人項目的選手獲得了世界上首個步法四級（即最高難度）評價。在第一次的進入國際滑冰聯盟花樣滑冰大獎賽總決賽上獲得了銅牌，成為第一位站上領獎台的日本男子選手。在日本花樣滑冰錦標賽上從短節目第二位逆襲成為自身首個國內冠軍，並獲得了日本在都靈冬奧會上唯一的一個男子單人滑的代表席位。在都靈冬奧會上，短節目排名第五，但由於自由滑一開始的四周跳跌倒以及違反跳躍次數規定等諸多原因得分排名第九，最終綜合成績位列第八。

### 溫哥華冬奧會銅牌
2006-2007賽季，在國際滑冰聯盟花樣滑冰大獎賽日本站比賽上獲得金牌，其中自由滑的四周跳是時隔1年零8個月以來的首次成功。在連續兩個賽季出場的國際滑冰聯盟花樣滑冰大獎賽總決賽上，由於開賽前身體不適，忍耐著腹痛和嘔吐堅持滑完比賽，獲得了第二名的日本男單史上最好名次。在日本花樣滑冰錦標賽上憑藉拉開第二名巨大分差的優勢奪得兩連冠。在2007年世界大學生冬季運動會上也蟬聯了冠軍。在東京世界花樣滑冰錦標賽上，以短節目第三名、自由滑第一名的成績，獲得了日本男單史上最好名次——銀牌。此外，由於織田信成獲得了第七名，下一年度的世界錦標賽日本男單的代表名額將達到三個（同一國家允許派出選手名額的最大值）。
2007-2008賽季，在國際滑冰聯盟花樣滑冰大獎賽美國站取得優勝。在第二站NHK杯的比賽中取得的蟬聯冠軍是日本男單自五十嵐文男以來時隔26年的NHK杯連冠，並以兩站積分排名第一獲得連續第三年進入大獎賽總決賽的資格。在決賽上以0.26分的微弱劣勢輸給了史蒂芬·蘭比爾，位列第二，但在12月的日本花樣滑冰錦標賽上，自由滑中成功跳出兩個四周跳，再次以巨大的分數優勢獲得該項比賽的三連勝。在四大洲錦標賽上也成功地跳出了兩個四周跳，自由滑成績和總成績均刷新了國際滑冰聯盟的歷史最好成績，並奪得了他在該項賽事的首個冠軍。但在被寄予奪冠希望的世界錦標賽上，由於跳躍失誤並違反跳躍次數規定，最終排名第四。 5月，由於尼古拉·莫羅佐夫出任織田信成的教練，解除了和莫羅佐夫之間的協議。
2008-2009賽季由於在10月底的練習中跳阿克塞爾三週時跌倒右膝受傷，缺席了國際滑冰聯盟花樣滑冰大獎賽中國站的比賽。在其後的縝密檢查中發現右膝的前十字韌帶與半月板受損，只能放棄該賽季所有比賽，在11月進行手術。康復後自2009年4月起重新開始上冰練習，6月起開始練習跳躍。通過復健，身體的活動範圍增大，跳躍方式也有必要做出調整。於是請來了本田武史擔任跳躍專職教練，開始接受跳躍方面的指導。
2009-2010賽季，以10月在芬蘭杯上的獲勝宣告自己在國際賽場上的復出。大獎賽加拿大站登上領獎台，暌違兩個賽季再次出戰大獎賽總決賽。在日本花樣滑冰錦標賽上奪得第四次冠軍，被預定為溫哥華冬奧會的參賽代表。
在2010年的溫哥華冬奧會上，短節目成績突破90大關，以落後短節目排名第一的葉甫根尼·普魯申科0.6分的微弱分差位列第三。自由滑中，節目剛開始的後外點冰四周跌倒，但其擅長的步法與節目內容分被評為全場選手最高，憑藉總分壓過史蒂芬·蘭比爾0.51分，最終獲得的銅牌是日本乃至亞洲男子單人滑選手獲得的第一枚冬奧會獎牌。

### 首獲世錦賽金牌
在溫哥華冬奧會結束大約一個月後的世界錦標賽上，短節目和自由滑的成績均排名第一，達成充分勝利，成為日本乃至亞洲歷史上第一個男子單人滑世界冠軍。自由滑表演開頭挑戰的菲利普四周跳雖然因週數不足和雙足落冰而宣告失敗，但實現了世界上首個全部旋轉和步法同時獲得四級的最高評價。
2010-2011賽季，在國際滑冰聯盟花樣滑冰大獎賽弟首戰日本站上，時隔三個賽季再次在自由滑中成功跳出了後外點冰四周跳並獲得冠軍。接下來的美國站也成功奪冠，成為了日本男單獲得大獎賽系列賽冠軍次數（6次）最多的選手。在大獎賽總決賽的練習中，和小塚崇彥發生意外衝撞，導致頸部挫傷，在正式比賽中只獲得了第四名。在隨後傷情惡化的狀態下參加了日本花樣滑冰錦標賽，最終位列第三。在四大洲錦標賽上時隔三年再一次獲得冠軍。原定在東京召開的世界錦標賽受東日本大地震的影響延期一個月，並移至莫斯科舉辦。在該項賽事中，自由滑開頭的後外點冰四周跳僅跳成了一周，冰鞋上的螺絲脫落導致落冰失敗。為上緊螺絲比賽中斷兩分多鐘，後繼續從半路開始表演，但受薩霍夫三週跳的跌倒等影響，最終僅位列第五。
在奧運會上獲得獎牌繼而加冕世界王者後，熱情不復從前，在是否繼續現役的迷惑中迎來的該賽季由於最後的比賽排名跌至第五而打破低迷，決心繼續現役。賽季結束後，5月接受了從右膝中摘除鋼釘的手術。在經過一段時間的復健之後，8月到法國里昂在冰舞教練Muriel Boucher-Zazoui的指導下重新從滑行基礎開始改進。此外為了提高柔軟度，還開始了芭蕾課程的學習。
2011-2012賽季，獲得了第四個大獎賽日本站冠軍，成為在該站比賽奪冠次數最多的男單選手。在日本花樣滑冰錦標賽上，時隔7個賽季成功跳出後外點冰四周接後外點冰三週的組合跳（未得到國際滑聯正式承認），時隔兩年第五次獲得冠軍。大獎賽總決賽、四大洲錦標賽、世界錦標賽均不敵陳偉群位列第二，但在賽季最後的世界團體賽上力壓陳偉群獲得第一名，短節目更是創造了歷史最高分的記錄。 6月，尼古拉·莫羅佐夫再次成為教練中的一員。
2012-2013賽季，在第七次挑戰的大獎賽總決賽上，成為了日本男單史上第一個冠軍。四大洲錦標賽排名第七，在翌年2月舉辦的世界錦標賽上也僅列第六而沒能站上領獎台，而在世界團體賽中則排名第一。

### 出戰索契冬奧會
2013-2014賽季，大獎賽美國站排名第四。在日本站上刷新了短節目的個人最好成績，自由滑也排名第一，最終獲得冠軍。雖然拿到了大獎賽總決賽的參賽資格，但在11月26日的上冰訓練中受傷，被診斷為右脛骨挫傷，發表了缺席聲明。在帶傷參加的日本花樣滑冰錦標賽上，短節目和自由滑中的四周跳均挑戰失敗，其中自由滑的四周跳在跌倒時滑傷了右手，流著血滑完了整個節目，最終排名第五。在表演結束後的採訪中含淚回答“自認為不能出戰冬奧會了”。但考慮到過去的實際功績以及賽季成績等諸多方面，被給予了代表日本參加索契冬奧會的最後一個名額。此外，他也是日本第一個連續三屆出戰冬奧會的花樣滑冰運動員。
2014年2月5日，作曲家佐村河內守公開發表聲明其作曲一直委託新垣隆來完成，奧運會正式比賽的短節目用曲《小提琴奏鳴曲》亦是新垣隆所作。同日，關西大學官方網站上發表了不會變更用曲的聲明，並在國際滑聯辦理了將曲作者改為“不明（Unknown）”的手續。此曲本是獻給某位用假肢演奏小提琴的女性的樂曲，真正的作曲者自幼兒園起就為這位女性充當伴奏。正因如此，得知真相後的髙橋仍然鍾愛此曲，對能夠使用該曲表示“非常期待”。 9日進入索契時，就針對此事的採訪笑著作出了“真是吃了一驚。都到了這個節骨眼兒上了。可饒了我吧。”的回應，並明確表示短節目用曲不會作出變更。
在索契冬奧會的正式比賽中，沒有參加團體賽，只出戰了個人比賽。短節目排名第四，但自由滑受到跳躍失誤的影響，綜合排名第六，沒能在奧運會上連續兩次獲得獎牌。但他成為了是日本歷史上首位連續在三屆冬奧會上拿到名次（8位/3位/6位）的花樣滑冰運動員。回國後接受醫療檢查時，被診斷為“右脛骨關節軟骨損傷與慢性膝關節炎，需靜養並治療5-6週”。後聲明將缺席2014年3月4日於日本崎玉市召開的世界錦標賽。關於今後的去留，本人語“仍未明確決定。想利用寬裕的時間慢慢考慮”，後又於4月21日發表聲明將不參加2014-2015賽季的全部比賽，修養一整年。

### 引退及復出
2014年10月14日，高橋大輔出席岡山市表揚會時宣佈引退。
2018年7月1日，高橋大輔宣布將回歸現役選手身分，並從近畿地區賽開始起步，以取得全日本錦標賽名額為目標。
2019年9月宣布與村元哉中成為冰舞搭檔，2021年12月25日在第90屆全日本花式滑冰錦標賽獲得第二名。隔年2022年代表日本出賽四大洲花式滑冰錦標賽獲得第二名。

## 賽事成績
| 名次 | 名次    | 名次    | 名次    | 名次    | 名次    | 名次    | 名次    | 名次    | 名次    | 名次    | 名次    | 名次    | 名次    | 名次    | 名次    |
| 國際 | 國際    | 國際    | 國際    | 國際    | 國際    | 國際    | 國際    | 國際    | 國際    | 國際    | 國際    | 國際    | 國際    | 國際    | 國際    |
| 賽事 | 1998–99 | 1999–00 | 2000–01 | 2001–02 | 2002–03 | 2003–04 | 2004–05 | 2005–06 | 2006–07 | 2007–08 | 2009–10 | 2010–11 | 2011–12 | 2012–13 | 2013–14 |
| --- | ------- | ------- | ------- | ------- | ------- | ------- | ------- | ------- | ------- | ------- | ------- | ------- | ------- | ------- | ------- |
| 冬奧 |         |         |         |         |         |         |         | 8th     |         |         | 3rd     |         |         |         | 6th     |
| 世錦賽 |         |         |         |         |         | 11th    | 15th    |         | 2nd     | 4th     | 1st     | 5th     | 2nd     | 6th     |         |
| 四大洲 |         |         |         |         | 13th    | 6th     | 3rd     |         |         | 1st     |         | 1st     | 2nd     | 7th     |         |
| GP總決賽 |         |         |         |         |         |         |         | 3rd     | 2nd     | 2nd     | 5th     | 4th     | 2nd     | 1st     | WD      |
| GP中國站 |         |         |         |         |         |         |         |         |         |         |         |         |         | 2nd     |         |
| GP日本站 |         |         |         |         | 8th     |         |         | 3rd     | 1st     | 1st     | 4th     | 1st     | 1st     | 2nd     | 1st     |
| GP美國站 |         |         |         |         |         |         |         | 1st     |         | 1st     |         | 1st     |         |         | 4th     |
| GP加拿大站 |         |         |         |         |         | 7th     |         |         | 2nd     |         | 2nd     |         | 3rd     |         |         |
| GP德國站 |         |         |         |         | 11th    |         |         |         |         |         |         |         |         |         |         |
| GP法國站 |         |         |         |         |         | 5th     | 11th    |         |         |         |         |         |         |         |         |
| 芬蘭盃 |         |         |         |         |         |         |         |         |         |         | 1st     |         |         |         |         |
| 世大運 |         |         |         |         |         |         | 1st     |         | 1st     |         |         |         |         |         |         |
| 冬亞運 |         |         |         |         | 6th     |         |         |         |         |         |         |         |         |         |         |
| Japan Int. Chall. |         |         |         |         |         |         |         | 2nd     |         |         |         |         |         |         |         |
| 國際（新人或青少年） |         |         |         |         |         |         |         |         |         |         |         |         |         |         |         |
| 世青賽 |         |         |         | 1st     |         |         |         |         |         |         |         |         |         |         |         |
| JGP總決賽 |         |         |         | 4th     |         |         |         |         |         |         |         |         |         |         |         |
| JGP保加利亞站 |         |         |         | 2nd     |         |         |         |         |         |         |         |         |         |         |         |
| JGP中國站 |         |         | 9th     |         |         |         |         |         |         |         |         |         |         |         |         |
| JGP日本站 |         |         |         | 1st     |         |         |         |         |         |         |         |         |         |         |         |
| JGP烏克蘭站 |         |         | 8th     |         |         |         |         |         |         |         |         |         |         |         |         |
| 特里格拉夫盃 | 1st N.  |         |         |         |         |         |         |         |         |         |         |         |         |         |         |
| 國內 |         |         |         |         |         |         |         |         |         |         |         |         |         |         |         |
| 賽事 | 1998–99 | 1999–00 | 2000–01 | 2001–02 | 2002–03 | 2003–04 | 2004–05 | 2005–06 | 2006–07 | 2007–08 | 2009–10 | 2010–11 | 2011–12 | 2012–13 | 2013–14 |
| 日錦賽 |         |         |         | 5th     | 4th     | 3rd     | 6th     | 1st     | 1st     | 1st     | 1st     | 3rd     | 1st     | 2nd     | 5th     |
| 日青賽 |         | 3rd     | 4th     | 1st     |         |         |         |         |         |         |         |         |         |         |         |
| 團體 |         |         |         |         |         |         |         |         |         |         |         |         |         |         |         |
| 團體世界盃 |         |         |         |         |         |         |         |         |         |         |         |         | 1T/1P   | 3T/1P   |         |
| 日本公開賽 |         |         |         |         |         |         |         | 1T/2P   |         | 1T/4P   |         | 1T/2P   | 3T/6P   | 1T/1P   | 1T/4P   |
| GP = 大獎賽； JGP = 青少年大獎賽； N. = 新人組 T = 團體成績； P = 個人成績；獎牌依團體成績頒發。 2008–09賽季高橋大輔並未參賽。 |         |         |         |         |         |         |         |         |         |         |         |         |         |         |         |

## 榮譽賞
2001年
- 日本奧林匹克委員會・JOC運動賞 新人賞

2003年
- 文部科學省・國際競技大會優秀者表彰

2005年
- 文部科学省・國際競技大會優秀者表彰

2006年
- 倉敷市運動榮譽賞

2007年
- 文部科学省・國際競技大會優秀者表彰
- 日本奧林匹克委員會・JOC運動賞 特別功勞賞
- 上月運動賞

2010年
- 岡山縣縣民榮譽賞
- 岡山縣運動特別顯彰
- 倉敷市市民榮譽賞

## 外部連結
- daisuke TAKAHASHI's Message   關西大學滑冰俱樂部（日語）

- 髙橋大輔在国际滑冰联盟的页面
- 高橋大輔的X（前Twitter） （日語）

| 世界紀錄保持者           | 世界紀錄保持者                        | 世界紀錄保持者  |
| ------------------------ | ------------------------------------- | --------------- |
| 前任： 陳偉群            | 男子短曲 2012年10月19日至4月19日      | 繼任： 羽生結弦 |
| 前任： 葉甫根尼·普魯申科 | 男子長曲 2008年2月15日至2011年4月28日 | 繼任： 羽生結弦 |
| 前任： 葉甫根尼·普魯申科 | 男子總分 2008年2月15日至2011年4月28日 | 繼任： 羽生結弦 |